# Barrage de Derebucak
Le barrage de Derebucak est un barrage dans le sud de la province de Konya en Turquie à 5 km en amont de la ville de Derebucak. La rivière coupée par le barrage est appelée Kocaçay, c'est une rivière endoréique qui se perd dans un lac temporaire appelé Gölovası Gölü (en turc : Lac de la plaine lacustre) à la limite des provinces de Konya et d'Isparta.